# إميلي إي. سلون
إميلي إي. سلون (بالإنجليزية: Emily E. Sloan)‏ (1878 - 1 سبتمبر 1973)؛ كاتِبة، شاعرة، محامية وروائية أمريكية.